# Портниченко Алла Георгіївна
Алла Георгіївна Портниченко (нар. 7 грудня 1962, Київ, УРСР) — український патофізіолог, доктор медичних наук, лауреатка Премії НАН України ім. Ф.Г. Яновського (2022), Премії НАН України ім. Д.Ф. Чеботарьова (2024), завідувач відділу гіпоксії Інституту фізіології ім. О.О. Богомольця НАН України, завідувач лабораторії молекулярної біології та заступник директора з наукової роботи (2016-2022) Міжнародного центру астрономічних та медико-екологічних досліджень НАН України.

## Біографія
Алла Портниченко народилася у м. Києві в родині науковців. У 1970 р. закінчила середню школу № 2 м. Києва з золотою медаллю. В тому ж році вступила на 2-й лікувальний факультет Київського медичного інституту імені О. О. Богомольця (нині — Національний медичний університет імені О.О. Богомольця), який закінчила в 1986 р. з відзнакою, отримавши направлення до клінічної ординатури з пульмонології, яку успішно завершила у 1989 р. В 1990 р. вступила до аспірантури Інституту фізіології ім. О.О. Богомольця НАН України до відділу імунології і цитотоксичних сироваток, де захистила кандидатську дисертацію на тему "Особливості гуморальної модуляції функції нейтрофілів паренхіматозними і непаренхіматозними клітинами печінки в нормі та при патології" (1996, керівник - д.б.н. І.М. Алексєєва). У 2000-2016 рр. продовжила свою наукову діяльність у відділі експериментальної кардіології  (керівник - академік НАН України О.О. Мойбенко), де заснувала молекулярні дослідження експресії білків і напрямок досліджень відстроченого прекондиціювання міокарда. Захистила докторську дисертацію "Молекулярні механізми кардіопротекції при прекондиціюванні міокарда" за спеціальністю «патологічна фізіологія» (2014), має наукове звання старшого наукового співробітника за тією ж спеціальністю (2003). З 2016 р. очолює відділ гіпоксії (до 2019 р. - відділ з вивчення гіпоксичних станів) Інституту фізіології ім. О.О. Богомольця НАН України. 
За спрямуванням академіка П.Г. Костюка з 2006 р. працювала в Міжнародному центрі астрономічних та медико-екологічних досліджень (МЦ АМЕД) НАН України, де створила і очолила лабораторію молекулярної біології, а в 2016-2022 рр. обіймала посаду заступника директора з наукової роботи.

## Наукова та науково-організаційна діяльність
А.Г. Портниченко – учениця академіка НАН України О.О. Мойбенка, одна з засновників української молекулярної кардіології, молекулярної і клітинної патофізіології, започаткованих під його проводом в Інституті фізіології ім. О.О. Богомольця НАН України. Основними напрямками наукових досліджень А.Г. Портниченко є визначення сигнальних шляхів та механізмів цитопротекції при гіпоксичному та ішемічному ураженні, встановлення основних закономірностей  метаболічних перетворень в клітині та організмі при нестачі кисню та їх молекулярних механізмів,  вирішення проблем стійкості клітин та цілісного організму до екстремальних умов. Нею вперше визначено ряд механізмів кардіопротекції, опосередкованих гіпоксія-чутливими сигнальними шляхами, структурними і скоротливими білками, запальними чинниками, мікроРНК-залежною регуляцією, охарактеризовано їх зміни при ремоделюванні міокарда, артеріальній гіпертензії, інсулінорезистентності і старінні, розроблено нові підходи до прекондиціювання міокарда і його захисту від ішемічного ураження, що підсумковано в монографії "Прекондиціювання міокарда: нові підходи та молекулярні механізми" (2019 р.), вітчизняних і зарубіжних публікаціях    і зробило внесок у світову науку, зокрема, до розуміння механізмів впливу гіпоксії.
Завдяки ґрунтовним дослідженням гіпоксії з акцентом на молекулярні механізми її впливу А.Г. Портниченко продовжує розвивати у сучасних напрямках наукові ідеї академіка М.М. Сиротиніна і є представницею української гіпоксичної школи. Ще з 2000 р. А.Г. Портниченко була активним учасником високогірних наукових експедицій і вперше в Україні розпочала молекулярні дослідження високогірної гіпоксії на базі МЦ АМЕД НАН України. На основі виявлених феноменів сприятливих метаболічних перетворень у високогір’ї та визначення їх механізмів А.Г. Портниченко було запропоновано застосування гіпоксичної індукції захисних генів для корекції порушень метаболізму у людини та тварин, розроблено нові методичні підходи для корекції метаболічних розладів, зокрема, гіпокситерапевтичні (спільно з д.м.н. В.І. Портніченком та д.б.н., проф. Т.В. Серебровською), які надають значні перспективи для лікування цукрового діабету і метаболічного синдрому. Результати опубліковані у рейтингових журналах США та Європи і одержали міжнародне визнання.   та ін.
В останні роки А.Г. Портниченко на чолі колективу науковців досліджує механізми коморбідного перебігу запальних захворювань на тлі інсулінорезистентності і цукрового діабету 2 типу, роль гіпоксії у патологічних процесах, асоційованих з бойовою травмою та її наслідками.
А.Г. Портниченко є автором понад 300 наукових публікацій, в тому числі 3 монографій (  у співавторстві) і 100 рецензованих статей, 40 праць у виданнях, які входять до 1-2 квартилів (Q1-Q2) за класифікацією SCImago Journal and Country Rank, а також 11 патентів України на методи досліджень, моделювання та лікування патологічних процесів.

А.Г. Портниченко проявила себе як успішний науковий організатор. За дорученням академіка П.Г. Костюка нею було відновлено на сучасному рівні дослідження славетної школи українських дослідників гіпоксії у Приельбруссі. З 2006 р. А.Г. Портниченко організувала і успішно провела 15 наукових експедицій у високогір’я. А.Г. Портниченко успішно здійснює міжнародну співпрацю, організацію міжнародних наукових конференцій, зокрема, 2 конференцій "Високогірна гіпоксія і геном" (2008 і 2012 рр).  

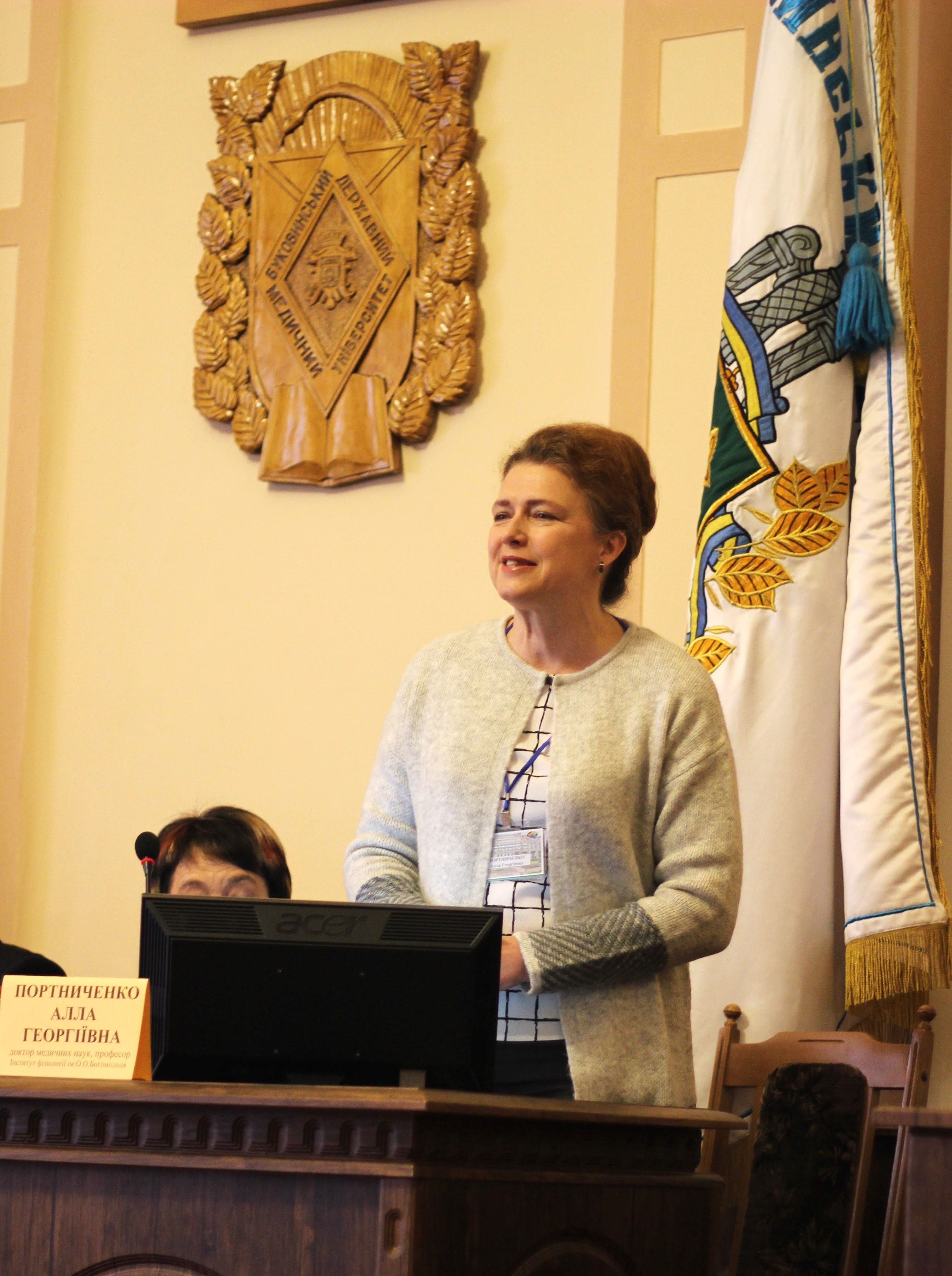
Alla G. Portnychenko at scientific conference, 2017

Для виховання талановитої наукової молоді викладає 2 авторських курси лекцій: «Патофізіологія клітини» та «Основи фізіологічного та патофізіологічного експерименту». За її керівництвом підготовлено 4 кандидати наук і доктори філософії, виконується 3 дисертаційні роботи на ступінь доктора філософії і 2 – доктора наук. 

## Громадська діяльність
У 2015 р. А.Г. Портниченко обрано головою Київського обласного товариства патофізіологів, вона є багаторічним активним членом Наукового товариства патофізіологів України, Українського фізіологічного товариства, членом Європейської асоціації з превентивної кардіології (EAPC) і Асоціації з серцевої недостатності (HFA) Європейського кардіологічного товариства (ESC). Як авторитетний фахівець в українській та світовій науці, А.Г. Портниченко є науковим експертом МОН і НАН України, міжнародних наукових програм, рецензентом рейтингових наукових журналів, зокрема,  PLoS ONE, Pathophysiology, Cell Biochemistry and Function, Immunologic Research, Current Metabolomics and System Biology, BTER, Nutrition Reviews та ін. 

## Нагороди та відзнаки
Наукова та науково-організаційна діяльність А.Г. Портниченко відзначена Ювілейною почесною грамотою (2018) і Подякою (2024) Президії НАН України, відзнакою НАН України «За підготовку наукової зміни» (2024), Пам'ятною медаллю Наукового товариства патофізіологів України на честь О.О. Богомольця та В.В. Підвисоцького (2024), багаторазово підтримана грантами міжнародних наукових програм ДФФД, Президії НАН України, Європейського кардіологічного товариства. За цикл робіт «Патологічні порушення системного і тканинного дихання при гіпоксії і запаленні та нові методи їх корекції» А.Г. Портниченко (у складі творчого колективу) було присуджено Премію НАН України ім. Ф.Г. Яновського (2022). За цикл робіт «Вікові особливості індукованих гіпоксією протективних механізмів при серцево-судинних і метаболічних захворюваннях» А.Г. Портниченко (у складі творчого колективу) було присуджено Премію НАН України ім. Д.Ф. Чеботарьова (2024).